# Piekło (Nowy Sącz)
Piekło – historyczna część miasta Nowy Sącz, położona na północ od centrum miasta, nad Kamienicą, w rejonie Alei Sucharowskiego, za rzeką Łubinką (stąd nazwa).
Dawniej była to karczma i osada dominialna na obszarze wsi Załubińcze. Włączone wraz z Załubińczem do Nowego Sącza w roku 1903.